# Józef Matuszek (ur. 1950)
Józef Matuszek (ur. 1950 w Bażanowicach) – polski profesor, inżynier i nauczyciel akademicki.

## Życiorys
Absolwent Politechniki Śląskiej w Gliwicach z 1974.
Uzyskiwał stopnie naukowe doktora i (w 1991 na Wydziale Mechanicznym Technologii i Automatyzacji Politechniki Warszawskiej) doktora habilitowanego, w 2001 otrzymał tytuł naukowy profesora, a w 2010 nadano mu doktorat honoris causa Uniwersytetu Żylińskiego. Specjalizuje się w zakresie systemów informatycznych, a także technologii budowy maszyn, zarządzania i inżynierii produkcji.
Od początku kariery zawodowej pozostaje związany z filią Politechniki Łódzkiej, a następnie Akademią Techniczno-Humanistyczną w Bielsku-Białej.
Pełnił funkcje prodziekana Wydziału Budowy Maszyn (1992–1993), prodziekana Wydziału Organizacji ds. Oddziału w Bielsku-Białej (1993–1999) oraz prorektora ds. nauki i spraw ogólnych (2001–2005).